# Reniv, Zboriv
Reniv (în ucraineană Ренів) este o comună în raionul Zboriv, regiunea Ternopil, Ucraina, formată numai din satul de reședință.

## Demografie
Componența lingvistică a comunei Reniv
     Ucraineană (99,78%)
     Alte limbi (0,22%)
Conform recensământului din 2001, majoritatea populației comunei Reniv era vorbitoare de ucraineană (99,78%), existând în minoritate și vorbitori de alte limbi.